# Félix de Tibiuca
San Félix fue un mártir cristiano fallecido el año 303. 
San Félix fue obispo, según parece, de la pequeña Tibiuca, no lejos de Cartago había pasado a esta ciudad el día en que Magniliano, primer magistrado de Tibiuca, hizo comparecer a un presbítero y dos lectores pidiéndoles los libros divinos para quemarlos. Ellos se excusaron con que los tenía el obispo, el cual vuelto de Cartago al día siguiente fue llamado por un oficial de Magniliano que le dijo: dame cuántos libros y pergaminos tengas. San Félix confesó que los tenía pero añadió que no los entregaría pues mas quisiera que le quemasen a él mismo que a las divinas escrituras, y antes debía obedecer a Dios que a los emperadores. 
Le dio Magniliano tiempo para mejor deliberar y tres días después hallándole del mismo dictamen, le envió atado al procónsul quien le metió en la cárcel tan pronto como llegó. Le oyó al día siguiente y viéndole resuelto a no entregar las Escrituras, le mandó poner en la zona más incómoda de la cárcel. Dieciséis días después le hizo comparecer otra vez en el tribunal y mandó llevarle al prefecto. Por orden de éste anduvo embarcado de unas a otras partes cargado de cadenas, para llevarle ante los emperadores. Pero finalmente en Venusia de Apulia le hizo quitar las cadenas y le dijo: Félix, ¿por qué no entregas las Escrituras? ¿Es que tal vez no las tienes? El santo respondió: sí las tengo, pero no he de entregarlas. Entonces, el prefecto le mandó cortar la cabeza y el 30 de agosto murió, diciendo en voz alta: gracias sean dadas, oh Dios mío: cincuenta y seis años he vivido en este mundo, he guardado la virginidad, he observado el evangelio, he predicado la fe y la verdad. Señor Jesucristo, Dios del cielo y de la tierra, inclino mi cabeza para ser inmolado a vos que vivís eternamente, alabado seáis y engrandecido por todos los siglos de los siglos. Amen.